# Synne Jensen
Synne Jensen, nome completo Synne Sofie Kinden Jensen (15 febbraio 1996), è una calciatrice norvegese, attaccante dell'Atlético Madrid.
Promettente atleta del campionato norvegese e già convocata in diverse selezioni nazionali giovanili, si è aggiudicata l'edizione 2014 del Premio Kniksen come migliore calciatrice tra le esordienti nella Toppserien, il massimo livello femminile.

## Palmarès

### Club
- Campionato norvegese: 2

LSK Kvinner: 2012
Vålerenga: 2020
- Coppa di Germania: 1

Wolfsburg: 2015-2016
- Coppa di Norvegia: 2

Vålerenga: 2020, 2021

### Individuali
- Premio Kniksen: 1

2014